# Osinki (obwód samarski)
Osinki (ros. Осинки) – osiedle typu miejskiego w Rosji, w obwodzie samarskim, w rejonie biezienczuckim. W 2021 liczyło 2858 mieszkańców.